# 卡梅爾 (紐約州普查規定居民點)
卡梅爾（英語：Carmel）是位於美國紐約州帕特南縣的普查規定居民點。

## 人口
根據2020年美國人口普查的數據，卡梅爾的面積為29.24平方千米，當中陸地面積為23.92平方千米，而水域面積為5.32平方千米。當地共有人口7538人，而人口密度為每平方千米257.8人。